# Rafael Villavicencio
Rafael Villavicencio (Caracas, Venezuela, 12 de abril de 1838 -  Ibídem, 28 de agosto de 1920), fue un médico y filósofo venezolano que impulsó el estudio de las ciencias naturales en Venezuela.

## Biografía
En 1860 obtuvo en la Universidad Central de Venezuela su título de Doctor en Ciencias Médicas, Farmaceuta (1898) y Doctor en Filosofía y Letras. 
Miembro de las Academias Nacionales de Medicina, de la Lengua, de Historia y de la Sociedad, Médico homeópata de Francia (1878). Filósofo, matemático, periodista y escritor. Introdujo la filosofía positivista y el positivismo biológico en la Universidad Central de Venezuela. Fundó la Sociedad de Ciencias Físicas y Naturales y en su libro "La Evolución" se proclamó partidario de la doctrina positivista, la cual difundió en sus clases, en su libro y en la prensa. 
En Zulia ejerció el profesorado a la vez que triunfó en la práctica de la cirugía. Fue catedrático de Antropología, de Filosofía de la Historia y de otras asignaturas, también fungió como rector de la Universidad Central de Venezuela en dos oportunidades (tomó posesión del cargo por primera vez el 10 de julio de 1895 y por segunda vez el 15 de marzo de 1898). 
El doctor Luis Razetti lo describió como hombre sabio "en todas las ciencias, en todas las letras y en todas las artes".  Presidió numerosas cátedras en la Facultad de Medicina y en 1896 se le nombró profesor en propiedad de antropología e historia de la medicina. Fue ministro Interino de Fomento en 1877 y de Instrucción Pública en 1898, y dejó una extensa obra literaria y científica.